# Neopediasia mixtalis
Neopediasia mixtalis là một loài bướm đêm trong họ Crambidae.